# Fallot-cianotikus roham
A Fallot-cianotikus roham Fallot-tetralógiás betegekben terhelésre fokozódó cianózis.

## Tünetek
Cianózis, jellegzetes testtartás (guggoló helyzet), dobverőujjak, óraüvegköröm, bps II-IV-ben hangos holosystolés zörej, surranás, keringési elégtelenség nem jellemző.

## Általános terápia
- térdet a mellkashoz szorítani, vákuummatrac.

### Gyógyszeres lehetőségek
Tüdőkeringés javítása - Prosztin, oxigén (FiO2:1), morfin, β-blokkoló, antihisztamin, szelektív α-agonista (fenilefrin, noradrenalin), NaHCO3, folyadékbevitel (10 ml/ttkg), TILOS: β-receptor-izgatók (izuprel, dopamin, dobutamin, adrenalin), nem ajánlott az atropin.

### Sebészi terápia
- palliatív szívműtét: jelenleg csak a pulmonalis atresiával is rendelkező Fallot-tetralógiás betegeken alkalmazzák. A műtét során egy söntöt alakítanak ki az arteria pulmonalis és az arteria subcalvia között.
- teljes korrekciós műtét: a nyitott szívműtét célja a jobb kamrai kiáramlási pálya obstrukciójának enyhítése (az izomfal resectiójával) és a kamrai sövény defektusának megszüntetése. A műtét mára már nagyon alacsony mortalitású, így egy évnél fiatalabb csecsemőkön is alkalmazzák.

Jó a hosszú távú prognózis, azonban ritmuszavar alakulhat ki.